# 曹元鼎

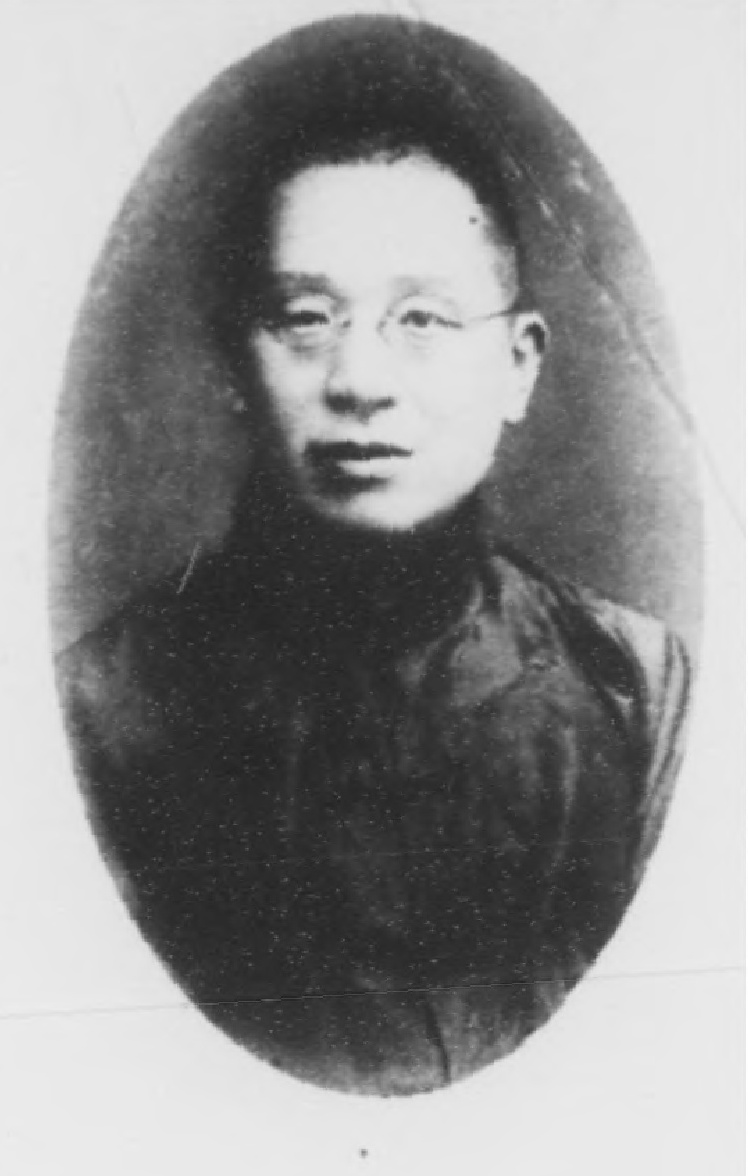
曹元鼎的個人近照

曹元鼎（1876年—1971年），浙江省歸安縣人，清朝政治人物、同進士出身。
光緒三十年，會試第249名；殿試登進士三甲第79名，后分發為知縣。

## 引用
1. ↑   (PDF). 上海市文史研究馆.   [2024-12-05]. （原始内容存档 (PDF)于2024-07-07） （中文（简体））.